# Dario Melossi
Dario Melossi é um professor, escritor, sociólogo, criminólogo e editor italiano. Vive na Itália, lecionando criminologia para o curso de Direito na Universidade de Bolonha, instituição onde se graduou.[carece de fontes?]
Sua carreira é marcada por obras nas quais adota a linha de pesquisa da criminologia crítica, dissertando sobre o Estado, o controle social e a função do cárcere na sociedade.[carece de fontes?]
Ultimamente, tem desenvolvido estudos na área da sociologia da punição e, em um momento posterior, após seu regresso à Europa nos anos 90, iniciou e mantém investigações sobre a criminalização dos imigrantes no contexto da construção da União Europeia.[carece de fontes?]

## Biografia e carreira
Dario Melossi nasceu na Itália. Graduou-se em Direito na Universidade de Bolonha, em Santa Bárbara, nos Estados Unidos. Viveu no estado durante 16 anos (1977-1993), onde obteve seu doutorado na Universidade da Califórnia, no qual se baseou para escrever um de seus livros: O Estado do Controle Social: um estudo sociológico dos conceitos de Estado e Controle Social na conformação da Democracia (1990).[carece de fontes?]
Entre os anos de 1986 e 1996, lecionou sociologia na Universidade da Califórnia em Davis juntamente com Massimo Pavarini, Franco Bricola e Alessandro Baratta. Participou do Grupo Penalístico de Bolonha, publicando artigos acadêmicos na revista A Questão Criminal, criada por esses dois últimos criminologistas.
Ao longo de sua carreira, editou diversos ensaios e artigos. Em 2014, recebeu o Prêmio Europeu de Criminologia, como reconhecimento de sua contribuição para o desenvolvimento da criminologia na Europa.[carece de fontes?]

### Estudos
É um dos representantes do movimento crítico denominado criminologia radical, que, nas palavras do professor Juarez Cirino dos Santos “distingue objetivos ideológicos aparentes do sistema punitivo (repressão da criminalidade, controle e redução do crime e ressocialização do criminoso) e objetivos reais ocultos do sistema punitivo (reprodução das relações de produção e da massa criminalizada), demonstrando que o fracasso histórico do sistema penal limita-se aos objetivos ideológicos aparentes, porque os objetivos reais ocultos do sistema punitivo representam êxito histórico absoluto desse aparelho de reprodução do poder econômico e político da sociedade capitalista”. 
Dentre os criminólogos críticos que influenciaram Melossi na produção de seus livros, destacam-se Georg Rusche e Otto Kirchheimer, com a crença de que em um sistema de produção, o sistema punitivo corresponde às relações produtivas – ideia-chave presente na famosa obra do autor, escrita em parceria com Massimo Pavarini, "Cárcere e Fábrica".
Atualmente, estuda os processos de construção do desvio e do controle social na União Europeia, especialmente em relação ao fenômeno da migração.

## Teses defendidas pelo autor

### Relação entre sistema de produção e sistema punitivo
Por meio do emprego da expressão “fenômeno de economia política”, o autor trata do controle da força de trabalho por meio de seu adestramento, de sua disciplina, da escolha daquele processo produtivo que torna o operário mais dócil e menos munido de um saber e de uma habilidade próprios, que lhe forneçam meios de resistência. Esse fenômeno, no entanto, não se restringe ao ambiente das manufaturas e das fábricas, estando presente nas instituições da sociedade civil – a família mononuclear, a escola, o cárcere, o hospital e o manicômio. Essa tese, de clara influência de Rusche e Kirchheimer, é constantemente apresentada em "Cárcere e Fábrica".

### Criminologia sociológica de inspiração
A ciência criminológica, enquanto interdisciplinar, divide-se em três grandes ramos: a Biologia Criminal - que trata a delinquência como característica genética, ambiental ou fruto de aprendizado; a Psicologia Criminal - que aborda os desejos, pensamentos, intenções e reações determinantes do crime; e a Sociologia Criminal - que estuda o papel do crime no tecido social. Esta última se subdivide em duas correntes: a das teorias do consenso - defendendo a ideia de valores compartilhados por todos, aos moldes da Vontade Geral de Rousseau; e a das teorias do conflito - que liga a ideia de ordem social ao uso da coerção pelos dominadores, dentro de uma lógica de luta de classes. Entre tais categorias, Melossi segue o ramo da Sociologia Criminal do Conflito. Esse posicionamento é nítido em "Cárcere e Fábrica".

### O desvio e o controle social
O autor é adepto do socioconstrutivismo estrutural, desenvolvendo, para isso, a teoria do “etiquetamento enraizado” ou “grounded labelling theory”, na qual o controle social pode ser compreendido por meio da análise da cadeia discursiva num determinado contexto histórico democrático e pluralista; identificando, de um lado, as justificativas em que se baseiam as ações das agências de controle e os discursos nos quais os conflitos sociais são racionalizados e explicados no “ciclo de negócios”, ou seja, de acordo com variáveis políticas, sociais e culturais em relação a fatores econômicos, de modo que aquelas variáveis ideológicas prevalecem sobre estes fatores.
O que determina se um modelo de controle social será excludente (criminoso como inimigo) ou inclusivo (criminoso como vítima da sociedade) é a denominada “afinidade eletiva” que liga a rede dos discursos sobre o “ciclo de negócios” aos discursos dos agentes de controle (como o legislador, o juiz, a polícia e o agente do sistema prisional).
Essa tese encontra-se em obras como O Estado de Controle Social e em diversos artigos do autor, dentre eles, Overcoming the Crisis in Critical Criminology: Toward a Grounded Labeling Theory (MELOSSI, D. (1985)), OVERCOMING THE CRISIS IN CRITICAL CRIMINOLOGY: TOWARD A GROUNDED LABELING THEORY. Criminology.

## Obras

### Cárcere e Fábrica: as origens do sistema penitenciário (1977)
Escrito em parceria com Massimo Pavarini, reunindo ensaios dos dois autores.

#### Instituição segregadora: “bridewell” ou “house of correction” na Inglaterra
Contexto: na Inglaterra elisabetana dos séculos XV e XVI (enclosures of commons), com a expulsão dos camponeses de suas terras, o que foi a base para a formação do proletariado industrial nas cidades.
Problemática: as fábricas não absorviam toda a mão de obra disponível, inexistindo trabalho para todos. Ademais,havia a dificuldade de rápida adaptação, especialmente, dos camponeses à disciplina da fábrica.
Consequências: formação de uma massa de mendigos, desempregados e bandidos; elaboração de legislação terrorista contra a vagabundagem; formação das “bridewells” ou “houses of correction”.
Essas instituições destinavam-se aos filhos de pobres, aos desempregados e aos petty offenders (desempregados, ladrõezinhos, prostitutas e pobres rebeldes que não queriam trabalhar). Sua função social era a manutenção dos baixos salários e o controle da força de trabalho, da educação e da domesticação desta.
Trata-se de um modelo carcerário parecido com o do século XIX.

#### Instituição segregadora: Rasp-huis de Amsterdã
A principal atividade realizada nas casas de trabalho holandesas consistia na pulverização da madeira, raspando-a com uma serra, por exemplo, até a obtenção de um pó, que era utilizado para a tintura. Daí o termo “Rasp-huis”.
Contexto: primeira metade do século XVII, na Holanda, onde se encontrava a forma mais desenvolvida da nova constituição da casa de trabalho ou casa de correção. É uma instituição que sofreu forte influências: a reforma religiosa, o calvinismo, que defendia a vida baseada na ética do trabalho e acusava a pobreza como indicação da maldição divina.Trata-se de um período de transição entre uma sociedade camponesa medieval para uma sociedade burguesa-industrial; com a substituição do sistema de caridade privada e religiosa por uma assistência pública, dirigida pelo Estado.
Origem: a preocupação com a delinquência juvenil levou à construção de casas de correção para jovens. Destinava-se aos jovens autores de infrações menores, mendigos, aqueles que não aceitavam tal forma de trabalho, ladrões, etc.
Função: disciplinar (preparar os homens, especialmente, os pobres a aceitar uma disciplina que os transforme em dóceis instrumentos da exploração) e de preparação profissional dos internos, tendo em vista a escassez de mão-de-obra na primeira metade do século XVII.
Os tipos de punição existentes na época variavam desde a multa simples e a leve punição corporal, passando pela casa de trabalho até a deportação, o desterro e a pena de morte. As causas de seu sucesso imediato deu-se por meio do monopólio, garantido pelo Estado, da exploração do trabalho de raspagem da madeira foi possível auferir lucros excepcionais que, assim, contribuíam para a manutenção da instituição.
A instituição era benéfica tanto para os pobres bons (casas de trabalho) quanto para os pobres maus (casas de correção), pois àqueles, o internamento lhes oferecia a possibilidade de trabalho, enquanto estes mereciam ser privados de sua liberdade e punidos com o trabalho.

#### Instituição segregadora: Deterrent workhouse
Contexto: surge na Inglaterra, pouco tempo depois da burguesia alcançar o poder político no país, num momento de de abundância de mão-de-obra livre, tornando desnecessário o trabalho forçado, o que contribui para o enrijeçamento do caráter punitivo do cárcere.
Característica marcante: as condições de trabalho e de vida eram tão degradantes a ponto de ninguém aceitar internar-se nela de maneira voluntária. Nesse sentido, diz-se que o “objetivo da casa de trabalho era, uma vez mais, forçar o pobre a se oferecer a qualquer um que se dispusesse a dar-lhe trabalho, nas condições que fossem. Para isso, era necessário que a vida na casa de trabalho oferecesse, sob qualquer aspecto, a começar, obviamente pelo padrão de vida, menos do que o trabalhador livre do mais baixo estrato social pudesse obter”.
Função social: o controle do proletariado nascente. Vale destacar a criação, por um dos representantes da burguesia inglesa, Jeremy Bentham, do Panopticon – “uma ideia arquitetônica e a materialização da ideologia que a sustenta” – com base na pena como privação de liberdade e no princípio do isolamento punitivo aliados à busca pela eficiência produtiva no cárcere e o princípio da inspeção (garantidor da disciplina).
Posteriormente, a filosofia iluminista, no campo intelectual, e a insustentabilidade das casas de trabalho e das casas de correção levaram à ruína do sistema de punição por meio do trabalho forçado. Isto porque, para os filósofos, havia uma corrente defensora da humanização do cárcere, lançando luz às condições bestiais do trabalho nessas instituições. Quanto à sua insustentabilidade, dois motivos podem ser apontados: por um lado, tornaram-se um fardo ao Estado, pois não mais conseguiam concorrer num mercado dominado pela produção industrial, gerando dispêndios excessivos para a sua manutenção; por outro lado, as próprias classes operárias exigiam a extinção desse trabalho forçado, visto que o mesmo forçava o trabalhador a aceitar emprego em condições de máxima exploração da mais-valia pelo capitalista.
Desse modo, num momento em que as relações em diversos níveis - seja na escola, no hospital, na fábrica - haviam se adaptado ao modelo disciplinador do capital, o cárcere já não mais precisava exercê-lo. Assim, adaptou-se o cárcere às penas em termos de valor-trabalho unidade de tempo.

### O Estado do Controle Social: um estudo sociológico dos conceitos de Estado e Controle Social na conformação da Democracia (1990)
Esse livro origina-se da tese de doutorado de Melossi na Universidade da Califórnia, em Santa Bárbara, onde foi orientado pelo professor de sociologia, Donald R. Cressey, a quem o autor dedica essa obra. Por meio dela, busca-se elucidar os conceitos e ramificações dos conceitos de estado (primeira parte) e controle social (segunda parte) do ponto de vista estritamente sociológico.
Assim, é possível perceber que a função do Estado enquanto definidor e manejador de mecanismos e estratégias de controle social é errônea, pois os dois conceitos  - o “Estado” e o “Controle Social” - vieram de contextos diferentes (Estado é um "conceito filosófico europeu" e controle social é uma noção sociológica estadunidense).
Contrariando, portanto, tal definição, o autor propõe uma interpretação da ideia de Estado como “mecanismo de unidade em uma sociedade civil dividida e desigual, que reflete tal divisão e desigualdade em sua constituição política” - uma visão do conceito de estado estritamente sociológica.
O que o autor defende é que o conceito de Estado se modifica, ao longo do tempo, nos momentos em que há a carência de uma "composição demográfica racional", isto é, a carência de uma situação social em que passam a ser hegemônicos as funções de trabalho e os estilos de vida do capitalismo. Portanto, nos momentos de irracionalidade dessa "composição demográfica" é que se tem a utilização de um conceito de estado capaz de justificar racionalmente a coerção perante a massa alijada de poder político - o que corrobora com a afirmativa de que “tais conceitos foram utilizados com o propósito de manutenção da ordem político-social, e não apenas de descrevê-la (MELOSSI, 1992, p. 13)”,  divergindo das pretensões  da Teoria Geral do Estado.

#### Primeira Parte: O estado

##### Do Estado do Príncipe ao Estado da Sociedade Civil
A primeira parte do livro é dedicada à análise do conceito de estado: o vocabulário a ele ligado e o surgimento do seu conceito moderno. Nesse sentido, o ponto de partida para tal análise dá-se com Maquiavel, no momento em que as elites se autoconscientizam do uso do conceito de estado.
Maquiavel escreveu sua principal obra, denominada "O Príncipe", na transição do estado feudal para as monarquias nacionais, período em que se verifica o desenvolvimento do comércio e das cidades,  especialmente, na Itália. Isso levou ao fortalecimento da classe burguesa, das nascentes monarquias e da nobreza, em detrimento do poder da Igreja, configurando-se, então, um novo contexto europeu, no qual a religião não mais conseguia satisfazer, por meio da valorização de uma vida extra-terrena em detrimento da vida terrena, as necessidades desses novos vetores sociais.
Quanto à política, a Igreja não representava as ideias da nova elite; não obstante, é nesta época que se verifica uma intensa atividade intelectual, principalmente dentro das universidades, a fim de secularizar o estado, isto é, torná-lo independente da religião. É por esta razão que se considera Maquiavel o inaugurador do conceito moderno de estado: primeiro, porque consolidou a completa separação da política com relação à religião e à moral, caracterizando-a como uma ciência autônoma sob leis próprias (as leis do mundo político); segundo, porque define um objeto para essa nova ciência: o estado. Assim, iniciou-se com ele a primeira tentativa de inserção de um vocabulário voltado à ciência política (apesar de ainda não se considerar o estado uma pessoa abstrata - uma visão ativa, como futuramente tratará Hobbes -, mas um objeto do príncipe - algo passivo).
Sob essa nova ciência autônoma, debruçaram-se diversos autores para encontrar uma "legitimação" do estado, pois Maquiavel apenas descreveu a forma de estruturá-lo. Entre eles, destacou-se Hobbes, por contribuir de forma decisiva para o conceito de estado e o vocabulário a ele adjacente.
Hobbes negava a ideia de que um estado dependesse apenas da virtù - a capacidade do príncipe de, através da experiência, decifrar as leis políticas que conduziam a vida dos súditos - e da fortuna de um só homem, como preconizava Maquiavel. Defendia, em oposição, o estado enquanto um ser autônomo, criado a partir do contrato entre homens livres - o "Leviatã". O interessante é que a justificativa para a existência de um estado era racional, ou seja, partia de uma dedução lógica a partir da constatação de que o estado de natureza dos homens era a guerra contínua. Em outras palavras, justificava-se racionalmente o estado pela necessidade de uma base para a unidade e coesão ameaçadas permanentemente pelo estado de guerra.
Mas até que ponto pode-se dizer que era livre a adesão ao contrato social formador do Leviatã? Apesar de nascer do livre arbítrio dos homens, era o estado o ente encarregado, por meio de suas regras e instituições, de conduzir seus súditos à aceitação e compreensão da racionalidade nele incorporada. Portanto, a conceitualização de "estado" já não mais poderia prescindir da figura dos súditos, pois é fruto do consentimento destes.
É, por essas razões, notória a contribuição de Hobbes para o novo vocabulário político em torno do conceito de estado: a consolidação plena da personificação abstrata da unidade e do poder na figura do estado; a necessidade de uma justificativa racional para a existência do mesmo; e a figura dos súditos como aqueles que criam o estado. 
Apesar das profundas mudanças trazidas pelo pensamento hobbesiano, faltava ainda o elemento liberdade, um dos pilares de uma sociedade capitalista. O estado como centro da soberania não via problemas com a interferência direta e irrestrita na vida de seus 'súditos'. Contra essa ideia insurge Locke: ele entendia o contrato social não como um pactum subjectionis, mas como um instituto de reconhecimento dos direitos humanos naturalmente dados, quais sejam, o direito à vida, à liberdade e à propriedade. Portanto, o estado deveria assegurar tais direitos, limitando-se a esta função.
Em suma, Locke primava pela autonomia da sociedade civil. Mas, ao mesmo tempo, defendia a restrição dos direitos políticos à classe proprietária, pois compartilhava a ideia de que os não-proprietários seriam racionalmente insuficientes para compreender as complexas questões que envolviam o estado.
A ideia de uma sociedade civil autônoma e o fortalecimento da corrente do direito natural trouxeram novas perspectivas para a compreensão do estado. Somado a estas mudanças no âmbito intelectual, também houve a consolidação do capitalismo, tornando-se o estilo de vida quase hegemônico na Europa.
O século XVIII, por todas as condições acima citadas, foi marcado por um grande otimismo: a visão negativa do homem (como definia Maquiavel e Hobbes), que estimulava a adoção de medidas para repreender as paixões humanas por meio da coerção, passam a ser substituídas por um domínio de tais paixões - ou seja, utilizá-las para o fomento do bem público. Portanto, as medidas de controle social buscava utilizar os desejos humanos considerados maléficos para o tecido social em benefício da própria sociedade.
Assim, o autointeresse tornou-se o modelo ideal de racionalidade, que passou a dirigir a educação e a política pública, pois era por meio dele que se garantia a ordem. Esta prevalência do interesse individual dentro do modo de produção capitalista modificou o conceito de estado: a sua função era garantir as leis naturais do mercado, tendo em vista a autonomia da sociedade civil.
Percebe-se que a racionalidade da época voltava-se ao mercado. Nesse sentido, tudo deveria se converter em um "apêndice do mercado": conversão de seres humanos e do ambiente natural em mão-de-obra, mercadorias e terras.
Sob esse novo ponto de vista, as instituições públicas dirigiam o homem no sentido de alcançar a racionalidade do estado. Não à toa, buscava-se guiar as pessoas consideradas delinquentes, perigosas e sensuais à capacidade de se enxergarem como força de trabalho alienável - ou seja, como mão-de-obra disponível.

##### Direito Natural, democracia e estado
Houve dois conceitos distintos de estado na Europa: um ligado ao absolutismo francês e outro à monarquia constitucional inglesa. As diferenças se justificam pela própria forma de exercício do direito: no primeiro, diante da luta entre o sacro império e a igreja, houve o desenvolvimento do direito por meio da previsão de leis numa lógica de poder descendente; no segundo, devido ao direito comum, ou seja, a observância do princípio do stare decisis e as ideias lockeanas de autonomia da sociedade civil, houve a preservação da tradição, a prevalência dos precedentes judiciais e o entendimento de que o poder era ascendente.
Entretanto, também houve ponto de convergência: trata-se da ideia de direito natural: na tradição do direito comum, justificada pelo costume; no direito civil, baseada numa racionalidade para sua existência.
E o principal representante desse direito natural racional foi Rousseau. Em sua busca pela legitimação do estado e do uso da coerção, o filósofo genebrino negava as ideias hobbesianas de um superindivíduo fundado pelo contrato social - o "Leviatã" - que agia conforme a sua própria vontade. Para Rousseau, o soberano era o povo, a sociedade, um ser coletivo. A sua vontade não é a soma das vontades particulares, mas uma "vontade geral" - uma vontade interiorizada em cada indivíduo enquanto cidadão, diferente de sua vontade particular.
Portanto, a legitimação da coerção derivava da ideia de liberdade: a vontade geral deveria ser observada porque era ela a própria expressão da liberdade individual. Assim, obrigá-lo a respeitar a vontade geral nada mais é que obrigá-lo a ser livre.
Nesse sentido, era obrigação do estado educar o indivíduo para que ele seja livre - um caráter altamente moral do estado. Ou seja, para Rousseau, a tarefa das instituições estatais era fazer o indivíduo internalizar as leis, obedecê-las enquanto mandamentos da própria consciência livre.
Fica claro a influência de Rousseau para a conceitualização de estado: passa-se de uma criação artificial dos indivíduos para sua internalização, algo que intrinsecamente cada indivíduo carrega consigo mesmo, próprio da natureza humana. Há um caráter universal dos valores que os indivíduos se põem a alcançar. Assim, há um liame altamente ético no conceito de estado, pois apela-se à consciência do indivíduo para a obediência às leis e, portanto, para a manutenção da ordem social.
Tais ideias marcaram principalmente a Revolução Francesa (1789), em especial durante o período jacobino. Houve, porém, grande contestação por parte de muitos teóricos quanto à postura adotada pelos revolucionários, que se utilizavam largamente da violência. Foi observando o período do Terror que Hegel afirmou que a sociedade civil não poderia prescindir de um estado, pois basear-se a ordem social apenas numa racionalidade subjetiva se mostrou uma estratégia bastante falha.
Hegel defendia o "espírito objetivo" - a realidade histórica dada, a objetivação do espírito humano. Nesse sentido, o estado seria o princípio que garantiria a unidade dos diferentes seguimentos sociais, pois seria a materialização dos ideais implantados pela Revolução Francesa.
Visto que o estado é este princípio organizador historicamente dado, a liberdade plena, aos moldes da teoria rousseauniana, deveria ser superada "em favor de uma esfera de poder legal e ético". Nota-se, portanto, um movimento de "superar e preservar" o particular em nome do universal. Tal movimento é verificado na escala de organização social: da família para a sociedade civil, e desta para o estado. O indivíduo entenderia a racionalidade do estado porque passaria por todas as etapas desse processo de organização.
Porém, Hegel reservava os direitos políticos apenas aos indivíduos proprietários, excluindo  grande parte da população da sociedade civil. Então, a ideia de unidade ligada ao estado e o universalismo desse conceito eram, na realidade, falsos. Enquanto a grande massa de excluídos aceitaram tal ideia, essa lógica de exclusão, a ambiguidade do conceito manteve-se inerte.
Foi com a crescente luta por poder político da camada excluída, que lograva alcançar a democracia, é que o conceito de estado hegeliano entrou em contradição. A democracia, sobre as condições de desigualdade social, converteu-se em conflito, e não em unidade - negando a própria raison d'être do estado.

##### O Estado, Corpo Angélico
Neste capítulo, destaca-se a ideia de corpo místico, desenvolvida por autores como Ernst. H. Kantorowicz, no livro “The King’s Two Bodies: a study in medieval polithical theology”. Na Idade Média, a Igreja é a forma corporativa universal;  um corpo místico, cuja cabeça é Cristo. Trata-se de um corpo imutável no tempo e que pode ser associado aos corpos angélicos.
Por meio dos juristas medievais, a ideia de um corpo místico transferiu-se da esfera teológica para a esfera estatal, representada pelo rei, e para a esfera legal, compreendendo o conceito de corporação, que, doravante, estará constantemente presente na análise acerca do estado.

##### Consciência coletiva e consciência do estado
Na visão de Émile Durkheim, preocupado com a ordem e a coesão social, o Estado é um líder moral com a função de educar e guiar os cidadãos; trata-se da consciência pública da sociedade. Esse conceito faz-se presente em obras do referido autor como “A divisão do trabalho” e “Duas leis de evolução penal”.
A primeira obra apresenta uma importante distinção entre regras morais e regras legais. Estas são aplicadas mediante a intermediação de um órgão definido (órgão do pensamento social), enquanto aquelas distribuem-se de modo difuso, indiscriminado, por todo o mundo. Assim, tem-se a consciência coletiva difusa (“abandonada a seu próprio arbítrio”) e a consciência coletiva orientada pelo estado - consciência (legal) racionalizada.
No ensaio intitulado “Duas leis de evolução penal”, o autor aponta mudanças relacionadas ao conceito de crime ou delito e à diminuição da severidade do castigo no direito criminal, as quais dependem da maneira como o estado, por meio da racionalização, organiza a consciência coletiva.
O estado democrático é aquele baseado no processo de organização e racionalização da consciência coletiva; expressa o maior poder possível (mais do que o poder de um estado absolutista), por fundamentar-se na comunicação constante entre os indivíduos e o estado, que não é visto como força exterior.
Para Durkheim, o conceito de estado é inerentemente reflexivo, podendo ser entendido como ideologia daquele grupo de pessoas a quem o estado consiste no fim último, o destino de sua especialização e trajetórias profissionais.

##### A vontade de poder e o fim do direito natural
Em "A vontade de poder e o fim do direito natural", a dialética marxista enfatiza a importância da ação para a mudança de consciência e para a alteração do processo histórico. Nesse sentido, as organizações políticas e econômicas, como as classes trabalhadoras, podem conformar a história de acordo com seus interesses – comportamento que, na concepção de Nietzsche, denomina-se “vontade de poder” (Wille zur Macht). Com isso, o direito natural, isto é, o ideal clássico da congruência entre o direito e a verdade – dever ser(proposição normativa) e ser(proposição descritiva) - ou os conceitos da realidade social regidos por leis objetivas, independentes da intervenção humana,  foram abandonados, sendo substituídos pela vontade de poder, que rompe com o individualismo (defende-se a ação conjunta) e o racionalismo (defende-se a ação humana movida pela vontade e não pela razão) e separa a proposição normativa da proposição descritiva.

##### A legitimação do estado, entre a heurística e a reflexividade
Nessa esteira evolutiva, o ensaio “Política como vocação” de Max Weber compreende o estado como uma organização política obrigatória com operações contínuas, cujo aparato administrativo visa ao monopólio do uso legítimo da força física para a manutenção da ordem.
O estado se mantém por um acordo voluntário entre os indivíduos que o compõem ou por imposição de uma autoridade considerada legítima.
A forma moderna e específica de legitimação do estado é a dominação racional, que se baseia na legalidade.
Quanto à ordem social, esta deve possuir um caráter legal-coercitivo, o que não se verificava na democracia alemã presenciada por Weber, a qual parecia incapaz de crescer.

##### Em busca da democracia, contra o estado
No contexto europeu, subsequente às duas guerras mundiais, presenciavam-se  tensões sociais, políticas e econômicas nos países assim como mudanças de entendimento acerca dos conceitos de estado, dentre eles, o de estado forte, que, agora, passava a ser visto como dependente do príncipe moderno; o partido político.

##### Uma teoria não-estatal do estado
Dentro do contexto do pós-guerra, Kelsen visava ao alcance do conceito sociológico de estado: o estado como uma comunidade regida pelo direito (Rechsstaat). Para isso, analisou os conceitos de causalidade(ligado ao nexo de comportamento) e o de imputação (baseado nas normas). Baseando-se na distinção entre tais conceitos, o jurista desenvolveu uma teoria do direito puro, livre de elementos morais e políticos.
Kelsen criticava qualquer conceito de estado que não fosse sinônimo de ordem jurídica, dentre eles, o conceito sociológico de estado (como o de Weber), no qual este é visto como realidade social independente da ordem jurídica. Para isso, era preciso que se verificasse como os indivíduos pertencentes a um mesmo estado formam uma unidade e como essa unidade está constituída por um elemento que não tem relação alguma com o direito. Trata-se, portanto, de uma questão de unidade com quatro tipos de respostas: a de que uma unidade independente de uma ordem jurídica existe em interação, ou por vontade ou interesse comum, ou com caráter orgânico, ou em dominação. Para Kelsen, o conceito de estado baseia-se na existência de uma ordem legal e cada um dos quatro conceitos sociológicos de unidade fundamenta-se em algum conceito implícito de estado como ordem legal. Por isso, nenhum desses conceitos sociológicos é capaz de apresentar uma definição de estado independente da ordem legal. Quando isso ocorre, não há que se falar em teoria pura do direito, mas em psicologia de massas.
Influenciado por certas ideias freudianas, Kelsen buscou determinar se existia algum laço social – distinto da norma legal – o qual vinculasse a todos e, juntos, formassem um estado.

##### A democracia frente ao estado
Democracia é uma associação de iguais carentes de um líder (um pai) dado que ela não condiz com o princípio da autoridade, presente quando existe liderança (Paul Federn – Der Osterreichissche Volkswirt).
Teoria não estatal do estado baseia-se em ideais democráticos e antiautoritários. Em um ensaio, publicado em 1920-1921, Kelsen refere-se à democracia como um procedimento, uma forma. 
Carl Schmitt, um pensador influente e de postura conservadora católica, entendia que os elementos centrais na concepção de estado são a decisão e a liderança. Para ele, o estado se identifica com o soberano, de modo que o estado de exceção é o representante legítimo do estado soberano. Assim, a falta de decisão (ou soberania) na política levava à instabilidade nessa área.
Em contraposição à Weber e Kelsen, defendia que a legitimidade não era uma questão de legalidade, pois, se assim fosse, não seria possível lidar com situações de exceção ou de emergência.

##### O estado dos sovietes
Nos regimes que surgiram no intervalo do começo do século XX à II Guerra Mundial, a sociedade orientou-se por meio da atuação das organizações políticas.
A sociedade dos sovietes, na qual se esperava pelo desaparecimento do estado, transformou-se em apêndice do novo príncipe; o partido comunista, que utilizou intensamente do consenso e da coação.

##### A hegemonia, o estado do príncipe moderno
Ao conceito passivo de estado, entendido como mero apêndice do príncipe, Antônio Gramsci, marxista e líder político italiano, realiza algumas modificações, por meio do estudo das condições sociais do poder político ou da questão da hegemonia, como assim denominava o autor.
Segundo o autor, o partido político (o príncipe moderno) deve inspirar-se na natureza dúbia do centauro, utilizando-se, quando necessário, da autoridade e da violência, e estabelecendo, ao mesmo tempo, o consenso e a hegemonia. Em seus estudos, relacionou, por um lado, a carência de desenvolvimento capitalista, a fragmentação de classes e o uso da coação com o desenvolvimento capitalista avançado, a homogeneização da composição das classes e a confiança nos instrumentos hegemônicos, por outro.
Analisando dois contextos distintos, Gramsci obteve noções diversas acerca da hegemonia, relacionando-se com as condições sociais e políticas nos Estados Unidos, enquanto que da Europa revolucionária, a hegemonia estava relacionada com a estratégia política. 

##### Observações de interlocução: sobre o estado atual da Europa
O conceito de estado impede a efetiva estruturação de uma comunidade europeia democrática e de uma unidade política europeia devido a circunstâncias como a ideologia do estado, que impede a centralização europeia dos principais projetos políticos.
Para o autor, uma Europa democrática e unida é não estatal, capaz de oferecer melhores condições de vida a imigrantes e necessitados e de dar voz aos indivíduos (promover a comunicação) nos assuntos políticos, além de estar livre do centralismo burocrático e do apadrinhamento e da clientela. Trata-se, enfim, de uma Europa que reconhece a todos como estados. Nesse sentido,pode-se afirmar que são os  pequenos estados europeus que perderam sua condição de estado soberano, ou seja, estado independente, possuidor, portanto, do controle real de sua situação.

#### Controle social nos Estados Unidos
A sociedade estadunidense ofereceu uma resposta possível ao desafio de manter a coesão social sob a democracia. Essa resposta se estruturou a partir de uma mistura de atraso e de ideias inovadoras expressadas na retórica da América pioneira e logo adaptada aos problemas e questões do país mais “moderno” do mundo. A rejeição original dos padres fundadores em centralizar o poder do Estado se converteu, até o presente século, em uma rejeição explícita ao aparelhamento do Estado no sentido europeu. Os estadunidenses iriam conhecer o conflito e a divisão da experiência democrática, durante os violentos conflitos entre o capital e o trabalho que ocorreram no período entre a guerra civil e a década de 1930. Isso permitiu que os intelectuais estadunidenses chegassem à conclusão de que a melhor cura para os males da democracia era a própria democracia. Consequentemente, dedicaram a sua atenção ao estabelecimento dos fundamentos teóricos e práticos do consenso. A vontade geral não era um dos pressupostos da democracia. Essa teve de se edificar dentro das mil articulações práticas de uma complexa sociedade industrial e se focou no conceito de controle social como o problema principal da sociedade.

#### A pluralidade de vocabulários de motivo e o processo de controle social
Melossi concorda com Mead ao afirmar que o importante é o símbolo significaste, ou seja, um símbolo perante o qual possamos raciocinar da mesma forma que os outros. Nesse sentido, o conceito de "imagem" de Freud será de grande utilidade, pois, efetivamente, uma imagem do "eu" pode ser considerada de maneira apropriada como uma recomendação quanto à conduta, como um desdobramento múltiplo implícito do motivo. Assim, o processo de controle social pode ser definido como aquele que apresenta ao indivíduo certos conteúdos simbólicos que encerram, implícita ou explicitamente, recomendações para a ação - processo que será mais eficaz conforme esses conteúdos simbólicos permaneçam sem ser impugnados, por haver raízes profundas na bagagem emocional do indivíduo.

#### Uma teoria sociológica do direito como vocabulário de motivo: a reflexividade (ou reciprocidade)
A relação recíproca ou reflexiva ocorre entre a interação social e a estrutura social. As ações que utilizam como recurso a estrutura social também reproduzem essa mesma estrutura. Nesse ponto, Melossi fala do conceito de "textura aberta" ou indeterminação do direito, de Hart. Há reflexividade entre o direito e a ação social na medida em que esta conduz a regulamentação daquele (a produção de regras), bem como as regras conduzem a conduta social em cada situação. O debate ene os formalistas e os realistas consiste, em boa medida, em uma polêmica acerca do grau até o qual uma ideologia da observação da lei é, em realidade, válida para a sociedade.

#### Uma teoria sociológica do direito como vocabulário de motivo: esboço
Controle social ativo ou positivo (premiação, concessão) X Controle social negativo ou reativo (censura, sanção, ameaça). A lei, por meio da sanção que impõe caso seja desrespeitada, proporciona um motivo para gerar um comportamento de acordo com ela. Faz isso também pela aceitação geral ou, conforme postula os positivistas, como um "direito positivo". Melossi, contudo, salienta que o controle social feito por meio dos motivos positivos são preferíveis, pois permitem um maior bem estar social. Assim, obtemos o chamado "direito em ação", isto é, o comportamento real daqueles funcionários que, dentro de uma determinada ordem legal, elaboram e "fazem cumprir" o direito positivo, utilizando-se da lei - trata-se de um "uso" específico da linguagem altamente predeterminada e formalizada do direito escrito (e em qual se apóiam os participantes no jogo de controle, como recurso a ser utilizado), que é o resultado de uma fórmula de transação com os vocabulários não legais do motivo (sempre é quando não sejam rechaçados de plano nem a totalidade da ordem legal, nem uma parte substancial da mesma).

#### Uma teoria sociológica do direito como vocabulário de motivo: castigo e estrutura social
O castigo, ou seja,mo uso da força, o aparato estatal repressivo, serve para assegurar as condições políticas da reprodução das relações de produção ou exploração. Os funcionários que estão responsabilizados da observância da lei explicam seu comportamento utilizando vocabulários de motivo punitivo em uma forma aproximadamente oscilatória no transcurso do tempo e que responde, entre outras coisas, às oscilações no estado de animo do público, que, por sua vez, se vincula com os oscilantes indicadores econômicos. Não devemos, portanto, conceber o processo de etiquetamento simplesmente como um processo que se vê afetado pelas características individuais, nem por daquelas da interação entre o etiquetado e o etiquetados. O que Melossi chama de uma "teoria do etiquetamento fundamentada" ocupa-se também da forma em que os elementos variáveis da estrutura social (como, por exemplo, o ciclo dos assuntos políticos) afetam o grau variável de probabilidade de que um certo comportamento seja definido como normal ou como desviado. O Estado aparece nessa cadeia de etiquetamento discursivo fundamentado como um dos recursos discursivos nos quais se apóiam os atores com o fim de dar uma explicação acerca do que fazem, ou seja, quando castigam. O Estado não é mais que um poderoso mecanismo retórico, uma variável conceituas dependente da interpretação social do significado - ou melhor, diríamos, do controle social do significado.

#### Leviatan resuscitado
Melossi refere-se ao último capítulo do livro "Becoming deviant", de Matza (1969), no qual ocorre a "repentina ressurreição do fantasma do Leviatan", que leva o nome de "significação". Sua aparição tem a mesma função que desempenhava na filosofia hobbesiana, isto é, a de restabelecer a ordem e a unidade numa sociedade de vontades em conflito, de "restabelecer a unidade do significado. Becker (1963) faz um estudo etnográfico e sociológico sobre o consumo de maconha e a repressão, do qual Matza utiliza-se no último capítulo da referida obra, reconstruindo-o ao modo da filosofia política, porque "os positivistas criminologicos lograram o que parecia impossível. Separaram o estudo do crime, do funcionamento e da teoria do Estado". Esse estudo possibilitou a reintrodução da indagação moral no discurso social. Permitiu também, particularmente, que os jovens "nomeassem o mal". Eles, fossem garotos ou garotas, se identificavam com os oprimidos, com os "condenados da Terra"  de Frantz Fanon (1961), e sentiam que agora podiam nomear o opressor comum. O Leviatan havia marcado sobre sua pele o significado de sua própria identidade: "se dá conta, de forma concreta, de que é um súdito do Leviatan".

#### A besta colossal
Neste tópico, Melossi fala sobre a evolução da teoria do Estado, sobretudo no pós 2ª Guerra Mundial e na Guerra Fria, conforme a necessidade de combater os regimes totalitários, que haviam corrompido as democracias. O autor enfatiza o cenário estadunidense, apontando o ressurgimento de um conceito de Estado provindo de diferentes fontes políticas e intelectuais, com um Executivo que assume um papel central juntamente com "sua" Corte Constitucional, em defesa dos direitos sociais e do "bem estar social". Melossi indica a grande influência desse modo de pensar morte americano nos anos do New Deal, influência esta que ainda persiste. Dedica essa renovação do conceito de Estado a três movimentos politico-intelectuais, quais sejam, o marxismo, o conservadorismo tradicional e o liberalismo político e econômico.

#### A impugnação do Estado na década de 1960
A elite estadunidense se unificou em uma "elite do poder" que expropriou do público uma parcela substancial de sua soberania. A mídia e os meios músicos de comunicação tiveram grande importância nesse processo de centralização do poder, reduzindo e serializando a diversidade da produção de significados. A estandardização dos vocabulários sociais era um veículo para o governo, para as elites da sociedade de massas exercer o controle social na medida em que ofereciam motivos estandardizados àquela. Surgem, então, movimentos antielitistas vindos, sobretudo, da "juventude subterrânea" (dos estudantes) e de grupos minoritários, enfatizando-se o movimento negro sulista. Tratava-se de um movimento democrático contrário ao "status quo" existente à época. Inicialmente, tinha um caráter antielitista/antiautoritário. Contudo, o movimento acabou criando condições para se autodestruir, posto que havia disputas entre as facções que o compunha. A fusão entre a política radical e a contracultura tornou obsoleta a linha de demarcação existente entre o "desvio social" e a "marginalidade política". O pluralismo dos estudos do controle social desapareceu, o que havia, na verdade, era um conflito entre a liberdade individual e a restrição social, cujas expressões polares eram a anarquia (desordem social) e o controle social autoritário (o Leviatan). A delinqüência era vista como um ato político. Ocorreu uma inversão dos valores e dos acontecimentos: se apropriaram daquelas massas que, no começo, haviam lhes outorgado seu poder, denunciaram a prática da democracia e da não violência que, inicialmente, haviam caracterizado o movimento, e utilizavam a ideologia do Estado, a "triste" necessidade de combater o Leviatan, para estabelecer seu próprio poder e estruturar se próprio e futuro Leviatan.

#### Teorias sociológicas do Estado na década de 1970: o marxista e mais adiante
Essas teoria coisificaram o Estado, fossem contrárias ou favoráveis ao mesmo, fazendo assim uma análise não reflexiva, mas analista, fortalecendo seu poder com o discurso - "o único alimento que serve ao monstro colossal". Esse perigo de coisificaram o Estado pode ser evitado na medida em que se passe a analisar as contradições "dentro" do Estado. É isso o que faz O'Connor (1973), demostrando que o Estado é formado por grupos sociais em conflito que se apóiam ou se legitimam por essa lógica - de algum modo, formam parte do Estado ou do governo.

#### O estado do controle social
No estudo do controle social não se pode tratar o Estado como uma variável independente. Ele não é nada mais do que um poderoso mecanismo retórico, uma variável conceituas dependente da estruturação social do significado, que hoje em dia tem lugar de maneira cada vez mais democrática (com o qual Melossi quer dar a entender o fato de que as elites devem considerar a "opinião" de um número substancial dos membros da sociedade contemporânea). Trata-se de uma estruturação do significado democrática, dialética, e não autoritária como a filosofia de Hobbes propunha.

#### O controle social sem um Estado: quando, para assegurar-se, corta-se a cabeça do Leviatan
Poder não é o exercício da força sobre os indivíduos, mas a ameaça de fazê-lo, tendo em vista que tais ameaças passam a ser motivos para a ação desses indivíduos (Foucault, 1981). "Não há poder sem um negativo ou uma rebeldía em potencial". Com isso, Melossi pretende demonstrar que as motivações positivas são instrumentos de poder potencialmente muito mais vigorosos do que as ameaças (o controle negativo). Foucault chamava essa oferta governamental de motivos positivos de "poder pastoral" do governo. Segundo ele, o poder que só gera motivações negativas (ameaças) é incapaz de produzir qualquer coisa, apto apenas para traçar limites, ineficaz. Todos os modos de dominação de reduziriam à obediência, pois pautados na lei, na proibição, na censura. Na reconstrução que Foucault faz da tecnologia do castigo, o controle através do poder produtivo da sociedade (a capacidade de criar um tipo humano desejado, por meio da motivação positiva) se opõe ao modelo jurídico-monárquico do controle baseado na proibição e na censura. O poder "local e produtivo" era conceitualmente distinto do poder de "interdição" do Direito e do Estado. A "microfisica do poder" de Foucault era um novo conceito de poder que se estava buscando, que ia além do "estado-nação" francês. A popularidade de sua filosofia e a influência que ela exercia em outras contribuiu para desviar a atenção do nível governamental do discurso político para o poder "difuso" da sociedade. A consequência disso foi que a cabeça do Leviatan começou a correr perigo, principalmente na Europa continental.

#### O controle social mais além do "panopticon" nas sociedades de massas
Com o advento da democracia moderna, a estruturação disciplinar do sujeito, feito pelo maquinaria social, alcançou o ponto no qual a maioria dos cidadão passaram a ser sujeitos plenos de direitos e deveres. Mediante esse cenário, ocorreu uma mudança no controle social na medida em que os indivíduos passaram a aceitar a situação posta pelo capitalismo, como trabalhadores, perpetuando assim as condições do modo de produção. Daí em diante, as instituições "panópticas" podiam ser relegadas à administração cotidiana da provação delitiva, não sendo mais símbolos do drama do poder e do controle social. Nas democracias de massas, o caracter racional e disciplinado dos sujeitos, assim como seu direito de votar, passaram a satisfazer sua pretensão quanto ao alcance do poder.

#### O controle social do público
Esse tópico seria melhor entendido se fosse renomeado, passando a ser entijucado de "o controle social do público pelo público". Isso porque, nesse ponto, Melossi enfatiza exatamente isso, ou seja, um controle interno da sociedade, exercido por ela mesma ou por geupos nela existentes. Trata-se de um controle que surge com as sociedades de massas, a democracia, posto que é exercido por meio do consentimento. Na concepção estadunidense, a ideia de público era a ideia de uma arena, de uma trama de canais de comunicação, totalmente independentes de definições normativas. Contudo, Melossi analisa, conforme Jonh Dewey, a ocorrência de um "eclipse do público", ou seja, ele torna-se obscurecido pelas mesmas forças capitalistas que lhes havia dado vida. Isso ocorre devido à dominação dos meios de comunicação pelas elites numa sociedade cada vez mais global e "polilíngue". Essa dominação tem duas faces, uma positiva e outra negativa, dependendo dos rumos que tomar. A positiva diz respeito ao fato de possibilitar que as idéias sejam espalhadas pelo mundo, fazendo com que a comunicação plural alcance maiores espaços e mais pessoas, além de facilitar essa comunicação. O aspecto negativo, por sua vez, diz respeito à possibilidade que as elites que dominam os meios de comunicação de manipular as informações, proporcionando motivos de ação prefavricados e estandardizados, além de gerar, conforme observa Mills, grande dependência por parte dos indivíduos, impossibilitando o autocontrole propriamente dito. Contudo, assinala o autor, não se deve entender que a sociedade de massas venha a ocupar o lugar de um público ideal que supostamente existia no século XIX, nem que a uniformidade do significado, na democracia de massas, seja manejada estrategicamente pelo Estado ou por uma elite centralizada e uniforme.

#### Imagens de controle
Melossi utiliza-se do conceito freudiano de imagem. O processo pelo qual se cria imagens, seja no plano coletivo, seja no plano individual, é o processo de controle social, que nos orienta congnocitiva e emocionalmente. Esse processo advém da realidade social, não se baseando apenas na comunicação - trata-se de uma "consciência comunitária".

## Linha de pesquisa atual de Melossi
Sobre a segurança, imigração e controle social no contexto da “constituição” da União Europeia, Melossi trata do tema da segurança em meio a um mundo de sociedade radicalmente moderna e globalizada com enfoque na União Europeia. 
A segurança é umas das expressões mais valiosas e antigas concernentes à teoria do contrato social. No entanto, nos complexos tempos atuais em que vivemos, qual será a forma mais adequada para diferirmos o que se refere à segurança interna daquilo que se refere à segurança externa? Quais as barreiras relevantes para distinguir o “interno” do “externo”? Por exemplo, hoje em dia na Europa, quem sabe exatamente o que constitui a lei nacional, a “lei europeia” ou a lei internacional? A Europa e sua pretensa “Constituição” é uma realidade factual ou trata-se de um projeto ainda em construção? E qual o papel dos (i)migrantes nisso? E o que tudo isso tem a ver com os temas da segurança e do crime?
Até as contribuições de Michel Focault começarem a emergir nas ciências sociais da Europa entre as décadas de 1960 e 1970, era usual na academia do continente tratarem-se o “Estado” e o “controle social” como expressões sinônimas. Focault explicou aos europeus, numa linguagem mais palatável a eles, algumas idéias que se referiam à sociedade norte-americana já há alguns anos, mas que só viriam a marcar a sociedade europeia em breve – basicamente relacionadas a como se viver em meio às condições características de uma sociedade globalizada.
Após a guerra civil da metade do século XIX, os EUA entraram num rápido processo para tornarem-se uma sociedade radicalmente moderna. Em meio aos fenômenos de acelerada industrialização, urbanização e imigração maciça, as ferramentas tradicionais da ciência política tornaram-se obsoletas. É claro que tais desenvolvimentos tinham a ver com as idéias sobre o Estado e soberania, mas não da maneira que até então haviam sido concebidas.
Até o final do século XIX as universidades norte-americanas ainda se furtavam ao estudo de temas específicos acerca do Estado e da soberania. No início do século XX surgiu na academia americana a noção de “controle social”, ainda que mais ligada às ciências sociais do que à filosofia política. 
A visão da ordem social deixou de ser tratada como “descendente dos céus da filosofia política”. Passou, por outro lado, para uma perspectiva de investigação sobre as condições e mecanismos que se mostravam necessários para a construção de consensos dentro da sociedade de massas. Em resumo, houve uma mudança brutal da leitura da ordem social, de uma espécie de imposição coercitiva para a organização de consensos em meio às sociedades fundamentalmente democráticas.
É por esse processo que se pode entender a real importância dos meios de comunicação em massas para as sociedades modernas. Foi por meio da mídia que se tentou “americanizar” e “integrar” a classe trabalhadora imigrante à nova sociedade que se desenhava. Nesse mundo moderno, os antigos controles sociais baseados em relações primárias e pessoais rapidamente foram substituídos por relações impessoais e informais  - “a face do policial se tornava mais familiar do que a face de um parente”. Esse controle social passou a ser feito não só por meio das autoridades, mas também por meio da mesma mídia de massa– um “controle à distância”. Esse controle midiático ajudou a remodelar a linguagem da classe trabalhadora, transformando uma rede de solidariedade e ajuda mútua numa implacável extensão da classe média – isso foi um importante aspecto na construção da sociedade de consumo como um todo.
A sociedade americana e sua elite descobriram que a mídia de massas ofereciam uma solução ideal para um problema fundamental da democracia: como conjugar as realidades de profunda desigualdade socioeconômica com a prescrição normativa da igualdade na formação da vontade política.  Em suma: como preservar a hegemonia de proprietários numa sociedade em que cada ser humano tem um voto? Na gradual evolução do republicanismo para a democracia, o cerne do controle social passou a ser localizado mais no interior dos indivíduos e baseado na persuasão e convicção do que no exterior, por meio de coerção.
E o que isso tudo tem a ver com a União Europeia? Muito, se considerarmos a questão da construção de uma linguagem comum europeia como o elo mais fraco dessa corrente. Melossi embasa sua tese nos pensamentos do juiz da Corte Constitucional alemã, Dieter Grimm, que defende que boa parte da ausência de um sistema partidário europeu, de movimentos sociais europeus e de uma esfera pública europeia, pode ser atribuída à falta de uma língua comum.  Para Grimm falta à União Europeia uma identidade coletiva constituída através do discurso transnacional. Para ele, essa é uma fraqueza estrutural que não pode ser remediada institucionalmente - “Um Estado Constitucional democrático europeu é uma ilusão”. O problema fundamental, neste caso, é de um processo constituinte que anda de mãos dadas com a formação de uma linguagem comum europeia. 
Quais são os processos que permitem a construção de uma comunicação midiática e uma esfera pública comum? Um desses aspectos são os movimentos transnacionais por excelência, os movimentos (i)migratórios.  Muitos desses migrantes, despojados de qualquer lealdade nacional e por muitas vezes já dominarem a suposta língua comum (inglês), estão mais próximos em assumir uma “identidade europeia” do que os próprios cidadãos europeus.
É possível dizer que os mesmos mecanismos que criaram as condições para a migração, tanto interna quanto externa, na Europa, também criaram as condições para que os migrantes se envolvessem em crimes reportados oficialmente e por uma “ampliação” do medo desse crime.  Muitas razões explicam esse fenômeno. Uma delas é a transferência de soberania dos Estados nacionais para a União, que gera também uma perda de identidade nacional e revela os problemas dos cidadãos em absorver essa nova “identidade europeia”. 
Esse fenômeno ocorre exatamente no momento de transição da uma economia baseada no modelo fordista para uma economia de informação, geradora de uma demanda por novos bens lícitos e ilícitos.  O fácil é supor que os novos migrantes estão inseridos no grupo responsável pelo fornecimento e circulação de vários bens e serviços ilícitos (tráfico de drogas, prostituição, etc.), fato que coincide com o retrato social do migrante desviante. A mídia bombardeia os espectadores com informações que associam a migração a condutas criminosas – “esse comportamento por parte da mídia é apenas um dos veículos usados para controlar o comportamento dos migrantes” (van Dijk, 1993; Ter Wal, 1991). Como bem observa o sociólogo Kai Erikson, uma determinada sociedade debate publicamente suas normas e valores por meio da notoriedade de casos famosos de condutas desviantes - no caso europeu, questões que envolvam (i)migrantes. Esse comportamento também é, de certa forma, uma maneira para forçar um debate intraeuropeu sobre a existência, natureza e características essenciais de uma identidade europeia. 
É, de toda forma, um fato que as prisões europeias, em especial aquelas do Sul da Europa (que tradicionalmente sempre foram regiões de emigração), estejam repletas de encarcerados provenientes de regiões como a África, Ásia e América Latina. Particularmente nesses países, o sistema de justiça criminal é o único tipo de interferência estatal – ao invés de “substituir pela prestação de serviços sociais estatais, o sistema penal é o único serviço social”. O primeiro passo para enfrentar a situação seria o reconhecimento da Europa como um “país de imigrantes”. 
O tema da (i)migração na Europa remete ao ponto inicial do estudo: todos os assuntos, mas especialmente aqueles referentes à segurança e crime, devem ser discutidos por toda a Europa , não em suas línguas nacionais, mas sim numa língua única e comum, pois as decisões e políticas a serem tomadas serão também comuns e transnacionais.]